# Conrad d'Ivrea
Conrad d'Ivrea († 1001) va ser marquès d'Ivrea entre 965 i 990. Era el tercer fill de Berenguer II d'Itàlia (Berenguer d'Ivrea) i Willa d'Arle.

## Biografia
El seu pare Berenguer II l'havia nomenat comte de Ventimiglia, i amb aquest càrrec va romandre fins a la mort del seu germà Guiu I d'Ivrea. D'acord amb la Gesta Mediolanensium, al contrari que el seu pare i germans, Conrad va prometre a l'emperador Otón I una pau duradora i per aquesta raó el 957 va rebre el comtat de Milà, segurament de mans de Liudolf de Suàbia, fill d'Otó I enviat per aquest per contenir els abusos de Berenguer II.
Però el 961 Conrad es va unir als seus germans i al seu pare i va perdre Milà, que va ser lliurat al comte Obert I marquès de Ligúria oriental. El 965 Otó el va nomenar marquès d'Ivrea per haver abandonat en el darrer moment al seu germà Adalbert II d'Ivrea, encara que per a llavors la marca ja estava molt minvada.
Una mica abans del 987, Conrad es va casar amb Riquilda, filla del comte i marquès de Torí Arduí el Calb, confirmant així la seva aliança amb el veí marquesat de Torí. Va ser deposat el 990 per Arduí d'Ivrea. Amb la mort de Conrad els drets sobre el comtat d'Ivrea van passar als marquesos de Torí.